# روبر پیر
روبر پیر (انگلیسی: Róber Pier؛ زادهٔ ۱۶ فوریهٔ ۱۹۹۵) بازیکن فوتبال اهل اسپانیا است.
از باشگاه‌هایی که در آن بازی کرده‌است می‌توان به باشگاه فوتبال دپورتیوو لاکرونیا اشاره کرد.